# Pumiliornis tessellatus
Pumiliornis tessellatus — вид вимерлих птахів. Мешкав у еоцені (близько 50 млн років тому) на території сучасної Німеччинни. Відомий з двох зразків повних скелетів з Меселя. Щодо класифікації виду серед дослідників ведеться суперечки. Переважно вважається, що він належить до ряду сивкоподібних (Charadriiformes).